# Абуталипово
Абуталипово (баш. Әбүталип) — деревня в Караидельском районе Республики Башкортостан Российской Федерации. Входит в состав Артакульского сельсовета.

## География

### Географическое положение
Расстояние до:
- районного центра (Караидель): 45 км,
- центра сельсовета (Артакуль): 4 км,
- ближайшей ж/д станции (Щучье Озеро): 76 км.

## История
В «Списке населенных мест по сведениям 1870 года», изданном в 1877 году, населённый пункт упомянут как деревня Абуталыпова 1-го стана Бирского уезда Уфимской губернии. Располагалась при озере Зиканкине, слева от Кунгурского и Сибирского почтовых трактов, в 84 верстах от уездного города Бирска и в 30 верстах от становой квартиры в селе Аскине. В деревне, в 64 дворах жили 393 человека (189 мужчин и 204 женщины, мещеряки), была мечеть.

## Население
| 2002 | 2009 | 2010 |
| ---- | ---- | ---- |
| 303  | ↘236 | ↗261 |

Национальный состав
Согласно переписи 2002 года, преобладающая национальность — татары (93 %).